# Овсиенко, Андрей Акимович
Андрей Акимович Овсиенко  (7 января 1930, неизвестно — 3 мая 2004, Новокубанск, Краснодарский край) — звеньевой колхоза имени Кирова Новокубанского района Краснодарского края. Герой Социалистического Труда.

## Биография
Родился 7 января 1930 года в селе Рудяков Бориспольского района Киевской области Украины. Украинец.
В период Великой Отечественной войны находился на оккупированной гитлеровцами территории, помогал партизанам. Потом помогал восстанавливать народное хозяйство. Награждён медалью «За доблестный труд в Великой Отечественной войне 1941—1945 г.г.»
После окончания Прочноокопского сельского профессионально-технического училища (ныне ПТУ № 52) Новокубанского района Краснодарского края трудился механизатором в местном колхозе имени Кирова. Позже возглавил механизированное звено, состоящее из 15 человек, которое обслуживало 1600 гектаров пахотной земли.
Звеньевой А. А. Овсиенко выступил инициатором полупоточного метода уборки сахарной свеклы, который успешно ввёл в своём звене, а позже — распространился во всех свеклосеющих хозяйствах Кубани.
По итогам работы в 8-й пятилетке (1966—1970) он был награждён орденом Ленина.
По итогам работы в 1973 году звено А. А. Овсиенко с 900 закреплённых за ним гектаров получило урожай по 45,6 центнера озимой ржи. Лично Андрей Акимович намолотил 9 тысяч центнеров зерна. Помимо этого со 160 гектаров гибридной кукурузы получен урожай по 36 центнеров семян с гектара, с остальной площади около 500 гектаров урожай сахарной свеклы составил более 400 центнеров с гектара.
Указом Президиума Верховного Совета СССР от 7 декабря 1973 года за большие успехи, достигнутые во Всесоюзном социалистическим соревновании, и проявленную трудовую доблесть в выполнении принятых обязательств по увеличению производства и продажи государству зерна и других продуктов земледелия в 1973 году, Овсиенко Андрею Акимовичу присвоено звание Героя Социалистического Труда с вручением ордена Ленина и золотой медали «Серп и Молот».
Заслуженный работник сельского хозяйства Кубани (09.01.1996).
Скончался 3 мая 2004 года.
Награждён 2 орденами Ленина (08.04.1971; 07.12.1973), медалями.

## Награды
- Золотая медаль «Серп и Молот» (07.12.1973);
- Орден Ленина (08.04.1971).
- Орден Ленина (07.12.1973).
- Медаль «За доблестный труд в Великой Отечественной войне 1941—1945 гг.»
- Медаль «За трудовую доблесть»
- Медаль «В ознаменование 100-летия со дня рождения Владимира Ильича Ленина» (6 апреля 1970)
- и другими

## Память
- В Краснодаре установлена мемориальная доска с именами Героев Социалистического Труда Кубани и Адыгеи